# 실황 플레이
실황 플레이(일본어: 実況プレイ 짓쿄푸레이[*])는 실황 중계를 하면서 컴퓨터 및 비디오 게임의 플레이를 하는 것이다.

## 개요
일본에서는 주로 니코니코 동화나 유튜브 등 동영상 공유 사이트 나 니코니코 생방송, Ustream.tv나 Stickam JAPAN!과 같은 생중계 사이트, 즉 인터넷의 매체에서 이루어지고 있다. 또한 잡지 부록으로 배포 나 행사장에서 시연 도 행해지고 있다.
일례로, 니코니코 동화에서는 실황 플레이하는 플레이어는 200명 이상이며, 실황 플레이가 동영상 태그에 포함된 동영상은 2009년 9월 20일 기준으로 335,055건으로 주요 장르가 되고있다.
대상 장르는 RPG와 공포 게임, 슈팅 게임 등 장르를 불문하고, 발매 전에 전달되는 체험판의 실황 플레이도 활발히 이루어지고 있다.
주요 이야기의 전개 방법으로는 실황 설명 외에 (캐릭터의 목소리가 없는 경우) 대사를 읽으면서 하는 연기 스타일과 플레이를 하면서 잡담을 하는 스타일이다. 또한 소리도 육성과는 다른 합성 음성을 사용하는 경우도 있다.
이 게임 플레이의 모습을 인터넷에 공개함에 있어서는 저작권을 침해하는 행위가 되지만, 저작권 침해는 친고죄 (권리자의 고소가 필요)이기 때문에 삭제되는 동영상이 적고, 많은 동영상이 존재하고있는 것 등에서 회색 지대처럼 되었다. (발매된지 얼마 안된 신작이나, RPG · AVG 등 중요한 스포일러를 포함하는 경우에는 삭제 될 수 있다.)
동영상에서는 게임 자체의 홍보도 되고, 상당히 악질적인 케이스가 아니라면 매출 향상도 기대된다는 의견도 있고, 플레이 동영상이 삭제되지 않는 것은 메이커측이 묵인하고 있는 상황이기 때문이다.
권리자과 게임은 비영리 일정한 조건이면 실황을 포함한 플레이 동영상 게시를 허용하는 경우도 있다. 예로는 세가에서 발매된 《뿌요뿌요 20주년 기념》에서 "혼자서 뿌요뿌요"에만 동영상 게시물을 용인하고 있다. 그 밖에도, 《그란 투리스모 5》의 플레이 동영상을 유튜브에 업로드 하는 기능이 있다.
동영상 게시물을 금지하는 태도를 나타내는 경우도 있다. 2011년 성인 게임 제작 회사 Aile이 니코니코 동영상에 플레이 동영상을 올린 사람에 대해 "정규 구매한 사용자가 게임을 즐길 권리를 폄하 우롱하는 행위에 대해서는 철저히 상대한다."며 항전을 했는데, 합의금으로 끝났다. 선전이 될 것이라는 의견에 대해 데이터의 부족을 지적하면서도, Aile은 특히 피해가 크다며, 또한 설문 조사 "니코니코 동영상을 보고 샀다."고 답변한 사람이 1명 뿐이였다고 한다. 덧붙여, 저작권 침해 동영상으로 경영을 하고 있는 니코니코 동영상의 모습에 대해 쓴 소리를 하였다.
성인 게임에 대해서는 권리의 침해뿐만 아니라 아동이 볼 수 있기 때문에 적절하지 않다는 등의 이유로 대부분이 제거되는 경향 (묘사 장면을 잘라내도 제거될 수 있다.)이 있다.
한편, 《임금님 이야기》, 《훈련 * 제국의 탄생》, 《레드 팩션: 게릴라》, 등 업체가 홍보 목적으로 공식적으로 공개하는 사례도 볼 수있다. 또한 최근에는 니코니코 동화에서 실황 동영상 채널이 신설되어 공식 실황 동영상이 전달되는 같은 구조도 마련됐다.
대한민국에서는 아프리카티비를 이용해 실황 플레이를 하는 경우가 많다.
영어권 국가에서는 실황 플레이를 "Let's Play"(줄여서 LP)라고 하는데, 이는 2006년에 섬싱 오풀에서 게이머들이 포럼의 비디오 게임 영역에 게임을 플레이하며 스크린샷을 찍어가며 마치 저널을 쓰듯이 올린 것이 시발점이 되었다. 이후 비디오 캡쳐 장치를 사용하게 되면서 "스크린샷 LP"는 "동영상 LP"로 변하여 유튜브와 같은 동영상 공유 사이트에 올라오게 되었다.

## 같이 보기
- 데모 게임
- 유튜버